# Momil
Momil est une municipalité située dans le département de Córdoba, en Colombie.